# 2017-es Las Vegas-i lövöldözés
A 2017-es Las Vegas-i lövöldözés helyi idő szerint 2017. október 1-jén 22 óra 8 perckor következett be a paradise-i Las Vegas Stripnél. Stephen Paddock 64 éves nyugdíjas könyvelő,  mesquite-i lakos 59 embert ölt meg fegyverével, majd öngyilkos lett. A lövöldöző egy countryzenei fesztiválon, Jason Aldean koncertjén részt vevő embereket kezdte gépfegyverrel lőni. A férfi a Mandalay Bay Hotel és Kaszinó 32. emeletéről lőtt, a szállodai szobában tíznél is több fegyvert találtak nála.
Az Iszlám Állam magára vállalta a lövöldözést, amikor Stephen Paddockot  „Abu Abdul Bar al-Amriki” néven azonosította, ezt azonban az amerikai hatóságok határozottan cáfolták.

A golyózápor helyszíne, ahol az USA történetének legvéresebb tömegmészárlása történt Las Vegasban

## Háttér

### Merénylet helye
A Strip Las Vegas legfontosabb és legismertebb szakasza, amely a hatalmas szálloda-kaszinó komplexumairól híres. Többek között itt helyezkedik el a Mandalay Bay hotel, ahonnan Stephen Paddock elkövette a merényletet.
Las Vegas Village egy 6,1 hektáros terület, ahol kifejezetten szabadidős tevékenységeket, koncerteket rendeznek. 2017-ben összesen 22 000 ember vett részt  a Route 91 Harvest country stílusú fesztivál utolsó napján, október 1-jén az esti órákban.

### Elkövető
Stephen Paddock egy 64 éves könyvelő és ingatlanügynök, aki nem messze, 80 kilométerre Las Vegastól, Mesquite városában élt egy idősotthonban. Bár kétszer elvált, a merénylet idején párkapcsolatban volt, gyerekei nem voltak. Édesapja Benjamin Paddock, aki 1969 és 1977 között az FBI legkeresettebb bűnözői közé tartozott, ennek ellenére Stephen sosem keveredett komolyabb összetűzésbe a törvénnyel.
Stephen alkohol- és szerencsejátékfüggő volt, hatalmas összegekkel videópókerezett. A halála előtti két évben összegyűjtött egy nagyobb tartozást, amit azonban a lövöldözés előtt kifizetett.